# 弗兰克·斯洛塔克
弗兰克·斯洛塔克（荷蘭語：Franke Sloothaak，1958年2月2日—），德国男子马术运动员。他曾代表西德和德国参加1984年、1988年、1992年和1996年夏季奥林匹克运动会马术比赛，获得二枚金牌和一枚铜牌。